# Wapen van Den Dungen

Wapen van Den Dungen

Het wapen van Den Dungen werd op 14 oktober 1818 bij besluit van de Hoge Raad van Adel aan de toenmalige Noord-Brabantse gemeente Den Dungen verleend. Op 1 januari 1996 ging de gemeente op in Sint-Michielsgestel en kwam het wapen te vervallen als gemeentewapen. Het wapen van Den Dungen is nu in gebruik als dorpswapen. Het nieuwe wapen van Sint-Michielsgestel bevat geen elementen die rechtstreeks zijn ontleend aan de voorgangers van de gemeente.

## Blazoenering
De blazoenering bij het wapen luidt als volgt:
Van lazuur, beladen met het beeld van St. Jacobus van goud.
Het wapen is verleend in de kleuren goud op blauw. Dit zijn de rijkskleuren. Niet vermeld is dat de heilige in zijn rechterhand een zwaard draagt en in zijn linkerhand een pelgrimsstaf met daaraan bevestigd een kruikje. Hij draagt een pelgrimshoed en staat op een grond van goud. Zijn rechterarm omklemt een palmtak.

## Geschiedenis
Het wapen is verleend en niet bevestigd, omdat er geen eerder wapen of zegel bestond. Tot 1810 behoorde Den Dungen tot het Vrijdom van de stad 's Hertogenbosch (de hoofdstad van de Meierij). Toen in 1815 een wapen moest worden gekozen, werd de parochieheilige, Sint Jacobus, op het schild gezet. Voor de overwegend Rooms-katholieke inwoners was dit een belangrijk symbool, omdat koning Lodewijk Napoleon slechts enkele jaren eerder de Sint-Jakobskerk weer aan de RK parochie had teruggeven nadat deze sinds 1630 door protestanten in gebruik was geweest. Omdat er bij aanvraag geen kleuren waren aangegeven, werd het wapen in rijkskleuren verleend.

## Andere afbeelding

In het wapenregister van de HRvA staat de heilige op een losse grond getekend.